# Nadejdivka, Bilozerka
Nadejdivka (în ucraineană Надеждівка) este localitatea de reședință a comunei Nadejdivka din raionul Bilozerka, regiunea Herson, Ucraina.

## Demografie
Componența lingvistică a localității Nadejdivka
     Ucraineană (90,27%)
     Rusă (8,17%)
     Alte limbi (1,12%)
Conform recensământului din 2001, majoritatea populației localității Nadejdivka era vorbitoare de ucraineană (90,27%), existând în minoritate și vorbitori de rusă (8,17%).